# 마철준
마철준(한국 한자: 馬哲俊, 1980년 11월 16일 ~ )은 대한민국의 은퇴한 축구 선수이자 현 지도자로 선수 시절 포지션은 풀백이다.

## 클럽 경력
2003년 경희대학교를 졸업하고 프로 진출을 추진하였지만 입단 협상을 벌이던 팀과 갑작스럽게 협상이 결렬되며 실업 리그로 방향을 틀었고, 결국 K2리그 김포 할렐루야에 입단하였다. 이듬해 부천 SK에 2개월 간 트라이얼을 받았고, 마침내 최종 입단에 성공하였다. 2004년 5월 26일 수원 삼성과의 경기에 출전하며 프로 데뷔전을 치렀다. 이후 리그와 리그컵을 합쳐 총 22경기에 출전하여 1골을 기록하며 성공적인 데뷔 시즌을 보냈다. 2007 시즌을 앞두고 광주 상무에 입단할 때까지 3백에서의 센터백과 4백에서의 풀백 자리를 오가며 꾸준히 출전하였다.
2011 시즌부터 출전 기회가 줄어들기 시작했고 결국 2012년 7월 전북 현대로 이적하였다. 하지만 같은 해 10월 부상으로 약 한 달 간 결장하는 등 부침을 겪다가 시즌 종료 후 광주 FC로 이적하였다. 2013년 9월부터는 플레잉 코치로 전환하여 코치직을 겸하였고, 2015 시즌 리그 최종 라운드 대전과의 경기를 끝으로 선수 생활을 마감하였다.

## 지도자 경력
2013년 9월부터 광주 FC에서 플레잉 코치로 활약하였고, 2015 시즌을 끝으로 선수 생활을 마무리한 후 전업 코치로 전환하였다.
2018시즌을 앞두고 성남 FC의 코치로 부임했다.
2021시즌을 앞두고 제주 유나이티드의 2군 코치로 부임하였다.